# Sony HB-75
De HB-75 is een door Sony op de markt gebrachte MSX 1 homecomputer uit 1984 conform de MSX-computerstandaard. De afkorting HB staat voor Hit Bit.

## Omschrijving
Alle computerelektronica is ondergebracht in een uit één stuk bestaande computerbehuizing met een geïntegreerd toetsenbord. Het toetsenbord bevat verder een afzonderlijk blok cursortoetsen.
De computer beschikt over twee cartridgesleuven en twee joystickaansluitingen die zich aan de rechterkant bevinden.
De HB-75 was gericht op de Japanse markt en was leverbaar in twee kleuren: zwart en wit. De Europese modellen waren alleen in het zwart. Het model is een uitgebreide versie van de HB-55, met meer intern geheugen en een beter toetsenbord. De HB-75 heeft een ingebouwde databank, met applicaties voor adressen, notities, en een agenda. Deze gegevens kunnen opgeslagen worden op cassetteband of geheugencartridge.

## Modelvarianten
De computer werd aangepast voor diverse landen:
- HB-75AS - Australië
- HB-75F - Frankrijk (AZERTY-toetsenbordindeling)
- HB-75D - Duitsland (QWERTZ-toetsenbordindeling)
- HB-75B - Groot-Brittannië
- HB-75P - overige Europese landen (PAL-regio)

## Technische specificaties
Processor
- NEC D780C-1, een Zilog Z80A-kloon met een kloksnelheid van 3,56 MHz (PAL).

Geheugen
- ROM: 48 kB
  - interne software: 16 kB
  - MSX BASIC versie 1.0: 32 kB
- RAM: 64 kB
- Video RAM: 16 kB

Weergave
- VDP Texas Instruments TMS9918ANL
- tekst: 32x24, 40×24, en 8x6
- grafisch: resolutie maximaal 256×192 beeldpunten
- kleuren: maximaal 16

Geluid
- PSG General Instrument AY-3-8910A
- 3 geluidskanalen, waarvan één ruiskanaal
- 8 octaven

Controller
- MSX-controller: T7775 (besturing geheugen, invoer/uitvoer, geluid)

Opslag
- extern 3,5 inch diskettestation (via disk-cartridge)
- datarecorder (cassette)

Aansluitingen
- netsnoer
- RF-uitgang
- Scart
- CVBS (voor aansluiting van een computermonitor)
- datarecorder
- Parallelle poort voor een printer
- 2 joysticks
- 2 cartridgesleuven (waarvan 1 expansiesleuf)